# Львівська середня загальноосвітня школа № 47
Льві́вська се́редня за́гальноосвітня шко́ла № 47 — середня загальноосвітня школа I—III ступенів, яка розташована у місті Винники, Львівського району, Львівської області..

## Історія
Історія школи розпочинається з кінця 1940-х років, коли з контингенту учнів Винниківської семирічної школи № 1 була сформована Винниківська семирічна школа № 3 у старій будівлі при вул. Леніна (нині — вул. Галицька), 54, що відчинила свої двері 1 вересня 1949 року. Першим директором школи був Гайворонюк Дмитро Тимофійович, згодом його змінив Рой Михайло Васильович. 1951 року відбувся перший випуск у семирічній школі № 3. У 1951—1952 роках директором була Зоя Никифорівна Гавришева (Берендєєва), 1952—1958 роках — Катерина Федорівна Крейденкова. 1954 року школа стала восьмирічною. У 1955 році школа брала участь у Всесоюзній сільськогосподарській виставці навчально-дослідних ділянок та була нагороджена медаллю.
Протягом 1958–1971 років директором був Аркадій Григорович Дорман. Саме за Аркадія Дормана, 1961-1967 роках, до старого приміщення школи було добудовано 12 просторих класних кімнат для учнів десятих класів, а 1962 року посаджено шкільний сад. Постановою Львівського облвиконкому № 268 від 15 липня 1967 року з Винниківська восьмирічна школа № 3 перейменована на Львівську середню загальноосвітню школу № 47. 1969 року відбувся перший випуск десятикласників Львівської СЗОШ № 47. Помер А. Дорман у своєму робочому кабінеті.
Протягом 1971-1976 років директором школи був Зеновій Павлович Слота. За цей час на території шкільного спортмайданчика встановлено спортивне знаряддя, організовано піонерський табір «Орлятко». У березні 1976 року його на цій посаді змінив Йосип Миколайович Годунько, котрий керував школою до 2006 року. За ці роки в школі було зведено приміщення учнівської майстерні, автономну котельню, споруджено новий санвузол, відкрито стрілецький тир, проведено капітальний ремонт шкільного буфету та їдальні, підключено школу до центрального водогону, а також 1977 року на території школи встановлено відновлене погруддя Івана Франка. Від 2006 року й донині директором школи є Петро Володимирович Стефанишин.
2007 року закладено фундамент спортивного залу школи, 2016 року — відкрито чотири класних приміщення у новій добудові школи, а 2017 року — школа перемогла у конкурсі громадських проєктів міста Львова з проєктом «Благоустрій шкільного подвір'я СЗШ № 47».

## Відомі люди

### Учні
- Андрій Байцар (нар. 1966) — український науковець-географ і краєзнавець, доцент, кандидат географічних наук, дослідник географії та історії міста Винники. Навчався у 1973—1983 роках.

### Вчителі
- Марія Бекар (20 жовтня 1929 — 1995) — завуч школи (1949-1992). У 1940-х роках — зв'язкова в УПА[4].
- Зеновій Слота (1 січня 1922, с. Шили (нині Збаразький район, Тернопільська область) — 17 березня 2011, м. Винники) — громадський та політичний діяч, педагог, член ОУН та товариства «Просвіта». Почесний громадянин м. Винники (1997)[5].

## Цікаві факти
- 20 грудня 1982 року у декількох приміщеннях школи невідомі зробили написи «Слава соборній Україні!», «Смерть москалям!», «Слава СС Галичина!», «Москалі гірше фашистів», намалювали тризуб (в ці дні у кінотеатрі «Карпати» демонструвався фільм «Високий перевал»)[6].